# Скарби Амазонки (фільм)
Скарби Амазонки (англ. The Treasure of the Amazon) — пригодницький бойовик 1985 року.

## Сюжет
Три маленькі незалежні одна від одної групи авантюристів пускаються в небезпечні нетрі Амазонки в пошуках золота. Групи очолюють жінка з сумнівною репутацією, грінго, який добре знає джунглі, і старий нацист з Німеччини. Мало того, що вони постійно намагаються обдурити один одного, всім трьом групам доводиться стикатися з дикими тваринами і плем'ям мисливців за головами.

## У ролях
| Актор                 | Роль             |
| --------------------- | ---------------- |
| Стюарт Вітман         | Грінго           |
| Дональд Плезенс       | Клаус фон Блантц |
| Бредфорд Діллман      | Кларк            |
| Соня Інфанте          | Морімба          |
| Джон Айрленд          | священик         |
| Еміліо Фернандес      | Тачо / Пако      |
| Педро Армендаріс мол. | Пабло / Сапата   |
| Хорхе Луці            | Джайро / Джеймі  |
| Енн Сідні             | Барбара          |
| Кларк Джарретт        | Дік              |
| Уго Стігліц           | річковий капітан |